# Diego Colón
Diego Colón (portugálul: Diogo Colombo; olaszul: Diego Colombo; 1479/1480 – 1526. február 23.) Kasztília és Aragónia királyának navigátora, felfedező. A Kolumbusz-család tagja.
Ő volt az Antillák második admirálisa, az Antillák második alkirálya és az Antillák 4. kormányzója, ugyanakkor Kasztília és Aragónia királyának a vazallusa. Kolumbusz Kristóf első fia, anyja Filipa Moniz Perestrelo volt.

## Élete

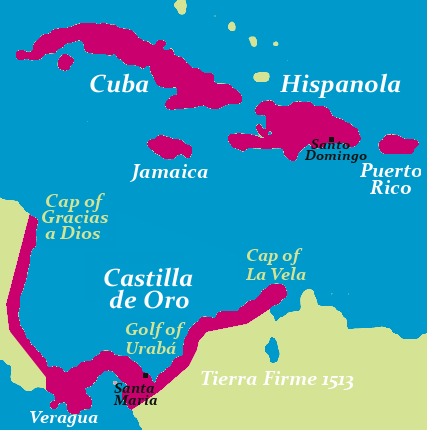
Tierra Firme (1513) - Castilla de Oro

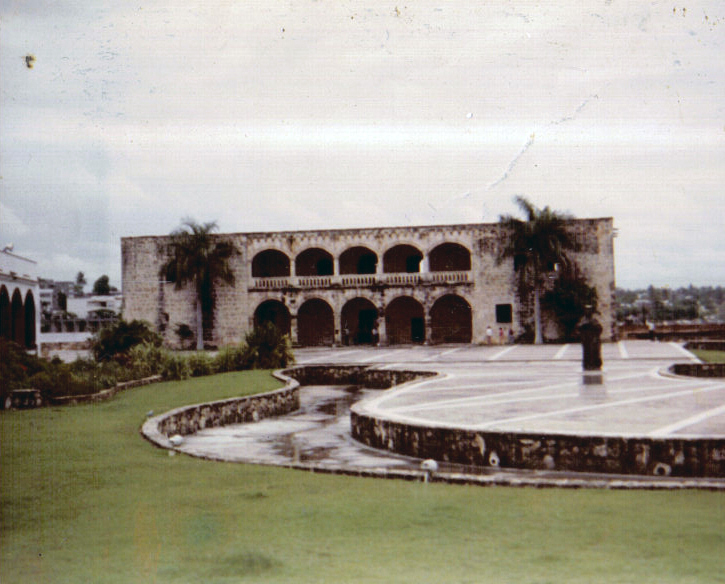
Háza, az Alcázar de Colón

Portugáliában született Porto Santóban 1479/1480-ben vagy Lisszabonban 1474-ben. Élete nagy részét azzal töltötte, hogy megpróbálta visszaszerezni az apjának adományozott címeket és kiváltságokat, amiket a felfedezéseiért kapott, amelyeket 1500-ban megvontak tőle. Céljai elérésében sokat segített María de Toledo y Rojasszal, Alba 2. hercegnek az unokatestvérével kötött házassága. Maga a herceg Ferdinánd király unokatestvére volt.
Diego 1492-ben a spanyol monarchia apródja lett, mikor apja elment első útjára. Diegónak volt egy fiatalabb féltestvére, Fernando (Ferdinánd), akinek az édesanyja Beatriz Enríquez de Arana volt.
Ferdinánd és Diego Don Juan herceg apródjai lettek, majd 1497-től Izabella királynő alatt szolgáltak.
1508 augusztusában őt nevezték ki az Antillák alkirályává. Ezt a posztot korábban édesapja is betöltötte. 1509 júliusában érkezett a területre, ahol felépítette házát, mely Alcázar de Colón néven ma is áll a Dominikai Köztársaságban, Santo Domingóban.